# Івлєва Ірина Вікторівна
Ірина Вікторівна Івлєва (13 січня 1918 р., Київ — 21 грудня 1992 р., Севастополь) — український, радянський гідробіолог, доктор біологічних наук, науковий співробітник відділу фізіології тварин Севастопольської біологічної станції АН СРСР, завідувач відділу фізіології Інституту біології південних морів ім. А. О. Ковалевського АН УРСР, дослідник енергетики гідробіонтів.

## Біографія
Ірина Вікторівна Феттер (Івлєва) народилася у Києві 1918 р. у сім'ї службовців. Батько був інженером-економістом, мати машиністкою. Після закінчення 17-ї трудової школи в Ленінграді в 1935 р. вступила до Ленінградського державного університету на біологічний факультет. Спеціалізувалася на кафедрі екології тварин. Після університету 1940 р. працювала в Астраханському державному заповіднику, де займалася вивченням екології водоплавних птахів. Під час війни працювала в Астраханському технічному інституті рибної промисловості асистентом кафедри гідробіології та іхтіології. З 1943 р. — старший лаборант Мурманської біологічної станції АН СРСР, у 1944 р. чоловіка перевели до Академії наук УРСР, сім'я переїхала до м. Києва. У 1944—1945 pp. була науковим співробітником Управління із заповідників при РНК УРСР. У 1945 р. переїхала до м. Львова, де працювала асистентом на кафедрах зоології та гідробіології Львівського державного університету. З 1947 р. –– молодшим науковим співробітником у Львівській філії АН УРСР☃☃.
У 1949—1954 pp. працювала науковим співробітником у Латвійському відділенні ВНДРО (м. Рига), досліджувала біологію ґрунтових [[малощетинкові черви|олігохет], у результаті був розроблений метод масового культивування цих тварин для риборозведення. У 1954 р. захистила кандидатську дисертацію «Біологія енхітреїд та їх застосування при вирощуванні молоді балтійського лосося» в Московському технічному інституті рибного господарства та промисловості. У вересні 1954 р. стала науковим співробітником ВНДОРГ (м. Ленінград) у лабораторії гідробіології.
Із 1959 р. — старший науковий співробітник відділу фізіології тварин Севастопольської біологічної станції АН СРСР. У 1961—1967 pp. — завідувач відділу фізіології Інституту біології південних морів АН УРСР. У 1960—1984 р. — старший науковий співробітник. У 1986—1987 рр. була провідним науковим співробітником-консультантом.
У 1981 р. захистила докторську дисертацію «Кількісні закономірності зміни швидкостей енергетичного обміну у водних тварин під впливом температури».
Дружина Віктора Сергійовича Івлєва (1907—1964), гідробіолога, д.б.н.

### Учні
- Бєлокопитін Юрій Сергійович, гідробіолог, д.б.н.
- Аннінський Б. Є., гідробіолог, к.і.н

## Наукова діяльність
Одним із досягнень І. В. Івлєвої став метод масового культивування ґрунтових олігохет для риборозведення, розроблений на основі дослідження біології цих тварин. На основі цих матеріалів була написана та захищена в 1954 р. дисертація на здобуття ступеня кандидата біологічних наук.
У 50-60-ті роки І. В. Івлєва проводила дослідження з екології різних видів водних безхребетних з метою розробки методів їх масового розведення, результатом яких стала монографія «Біологічні основи та методи масового культивування кормових безхребетних», перекладена англійською мовою видана у США (N.Y., Hulsted Press, 1972).
Основні дослідження були присвячені вивченню температурних адаптацій морських тварин та встановленню кількісних закономірностей впливу температури на швидкість енергетичного обміну. Підсумком цих досліджень став висновок про зростання швидкості енергетичного обміну у адаптованих до температури водних пойкілотермних тварин незалежно від систематичного стану та умов проживання при підвищенні температури у всьому інтервалі біокінетичної зони. Кількісні закономірності температурних адаптацій гідробіонтів було узагальнено в монографії «Температура середовища та швидкість енергетичного обміну у водних тварин» (1981). У тому ж році на цю тему було захищено докторську дисертацію.
Роботи І. В. Івлєвої відіграли велику роль у розвитку еколого-фізіологічних досліджень. У відділі фізіології тварин ІнБПМ І. В. Івлєва очолювала групу з енергетики гідробіонтів, була організатором загальносоюзної школи-семінару з вивчення дії температури на життєдіяльність гідробіонтів (Севастополь, 1976).
Брала участь у наукових експедиціях на НДС «Академік Ковалевський» у Середземному морі (1960—1961 рр.), на НДС «Академік Вернадський» та «Михайло Ломоносов» в Атлантичний океан у 1970 та 1972—1973 рр.

## Основні роботи
- Превращение энергии при росте птиц // Бюллетень МОИП. Отдел биологический. 1948. Т. 53. Вып.4. С. 23–37. (соавт. В. С. Ивлев)
- Инструкция по разведению белого энхитрея Enchytraeus albidus на рыбоводных заводах. Л.: Изд-во ВНИОРХ, 1955. 32 с.
- Экспериментальное определение суточных рационов и кормовых коэффициентов для молоди балтийского лосося // Науч.-тех. бюллетень ВНИИ озерного и речного рыбного хозяйства. 1956. № 3–4.
- Использование гаммарид как живого корма при выращивании радужной форели. М.: Рыбное хозяйство, 1958. 19 с.
- Новый тип садка-планктоноуловителя для выращивания рыб. М.: Рыбное хозяйство, 1959. 9 с.
- Элементы энергетического баланса актиний // Труды Севастопол. биол. станции. 1964. Т. 15.
- Биологические основы и методы массового культивирования кормовых беспозвоночных. М.: Наука, 1969. 171 с.
- Соотношение трат энергии на рост и дыхание у Nereis diversicolor F. Muller, выращенных при разной температуре // Биология моря. Киев, 1972. Вып. 26. С. 17–29
- The influence of temperature on the transformation of matter in marine invertebrates // Marine Food Chains. Edinburgh,1970. P. 96–112.
- Экологические исследования донных организмов. Киев, 1972.
- Quantitative correlation of temperature and respiratory ratein poikilothermic animals // Polskie Archivum Hydrobiologii. 1973. Vol. 20. №. 2. P. 283—300.
- Уровни обмена ракообразных, обитающих при низких температурах // Труды Всесоюзного гидробиологического общества. 1977. Т. 21 . С. 197—230
- Скорость дыхания Coelenterata и Ctenophora в зависимости от температуры среды обитания // Биология моря: республиканский межведомственный сборник. Киев,1978. Вып. 46. С. 3–25. (соавт. Т. И. Литовченко)
- Температура среды и скорость энергетического обмена у водных животных. Киев: Наук. думка, 1981. 232 с.
- Эффективность использования ассимилированной энергии нарост у водных эктотермных животных // 3-я Всесоюзная конференция по морской биологии (Севастополь, 18–20 окт. 1988 г.). Киев,1988. Ч.1. С. 92–93. (соавт. Н. В. Шадрин)[4]